# سرخانجوب اسدبيغي (مقاطعة دلفان)
سرخانجوب اسدبيغي (بالفارسية: سرخانجوب اسدبیگی) هي قرية تقع في قسم خاوة الشمالي الريفي (مقاطعة دلفان) في إيران.